# Comté d'Ashtabula
Le comté d’Ashtabula, en anglais : Ashtabula County, est un des 88 comtés de l'État de l'Ohio, aux États-Unis.
Son siège est fixé à Jefferson, et sa plus grande ville est Ashtabula.
Il est le plus vaste comté de l'État. Il comptait 102 728 habitants en 2000. Le nom du comté est un mot en langue indienne signifiant rivière poissonneuse. Il est connu pour ses 16 ponts couverts et son vignoble qui prospère grâce au microclimat dû au lac Érié.

## Subdivisions administratives

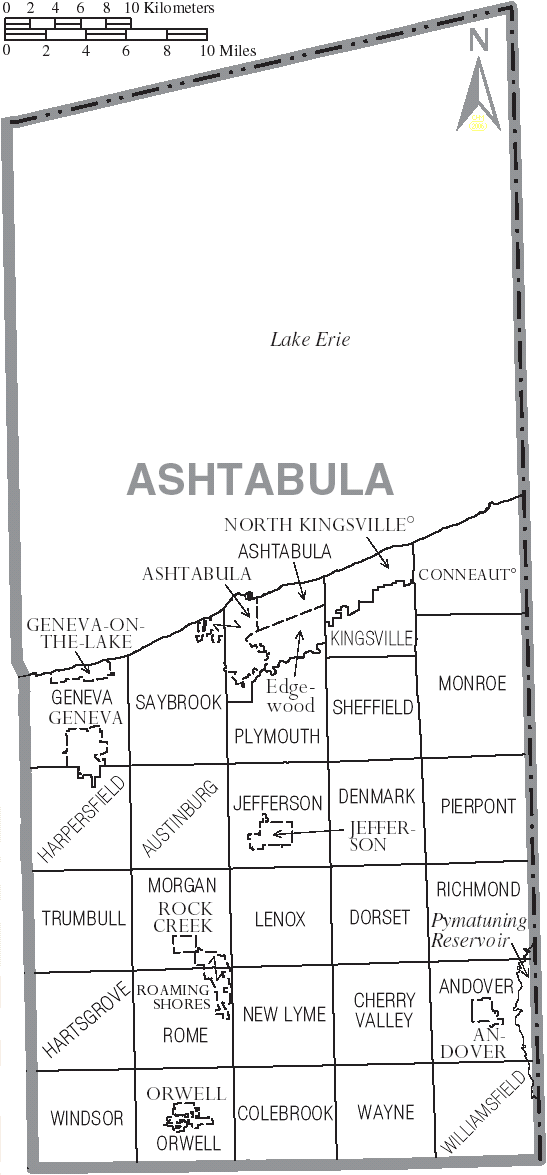
Carte des municipalités et subdivisions du comté d'Ashtabula

### Ville
- Ashtabula
- Conneaut
- Geneva

### Village
- Andover
- Geneva-on-the-Lake
- Edgewood
- Jefferson (siège du comté)
- North Kingsville
- Orwell
- Roaming Shores
- Rock Creek

### Cantons civils
- Andover
- Ashtabula
- Austinburg
- Cherry Valley
- Colebrook
- Conneaut
- Denmark
- Dorset
- Geneva
- Harpersfield
- Hartsgrove
- Jefferson
- Kingsville
- Lenox
- Monroe
- Morgan
- New Lyme
- Orwell
- Pierpont
- Plymouth
- Richmond
- Rome
- Saybrook
- Sheffield
- Trumbull
- Wayne
- Williamsfield
- Windsor

### Secteurs statistiques
- Austinburg
- Edgewood
- Kingsville
- Saybrook-on-the-Lake

### Autres divisions non constituées
- Dorset
- Eagleville
- Footville
- Kelloggsville
- Pierpont
- Unionville
- Williamsfield
- Windsor